# M91
M91（也稱為NGC 4548）是一個位於后髮座的棒旋星系，是室女座星系團的成員之一，距離地球約6300萬光年。查爾斯·梅西耶可能在1781年發現該天體，後來威廉·赫歇爾於1784年4月8日也獨立發現它。

## 外部連結
- SEDS Messier: Spiral Galaxy M91
- WIKISKY.ORG: SDSS image, M91 （页面存档备份，存于）